# Sphère armillaire
Pour le champignon, voir Armillaire.

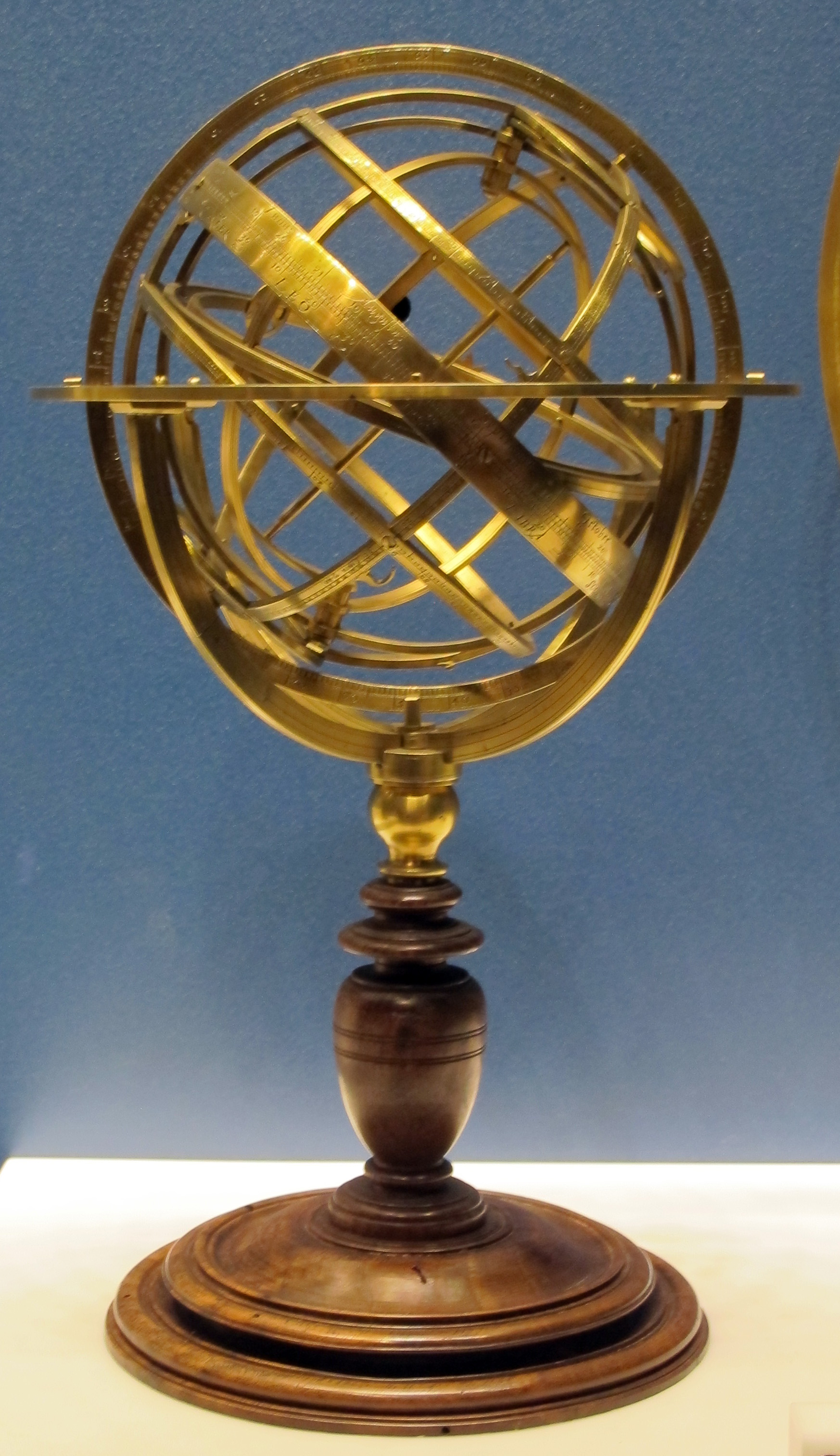
Sphère armillaire, Rome, 1578, Musée Galilée, Florence.

Une sphère armillaire est un instrument anciennement employé en astronomie pour modéliser la sphère céleste. Elle était utilisée pour montrer le mouvement apparent des étoiles, du Soleil et de l’écliptique autour de la Terre. Le système de référence est alors le système géocentrique dit aussi « système de Ptolémée ». Autrement dit il s’agit d'un modèle dans lequel on considère la Terre comme le centre de l’Univers.
L’épithète armillaire provient du latin armilla, qui signifie cercle ou bracelet. En effet, cette sphère est constituée d'un ensemble de cercles métalliques ou armilles représentant la géométrie des éléments descriptifs de la sphère céleste.
On peut distinguer différents types de sphères armillaires :
- la sphère armillaire d'observation ;
- la sphère armillaire classique ou pédagogique ;
- la sphère copernicienne.

Précisons ici que l'« astrolabe sphérique », bien que s'approchant beaucoup de la sphère armillaire, n'en est pas une au sens strict des termes.

## La sphère armillaire d'observation
Ce type de sphère, avec un système de visée, a servi à déterminer les coordonnées célestes des astres à l'époque de l'astronomie prétélescopique. Née dans l'Antiquité, elle disparait pratiquement à la fin de la Renaissance dans les pays occidentaux. Au  XVIe siècle, un des derniers utilisateurs de ce type d'instrument est l'astronome Tycho Brahe, qui l'utilisa dans l'observatoire astronomique qu'il fit construire dans l’île de Hven. Tycho Brahe et ses prédécesseurs, dans la description de ses instruments, parle d'armilles, et non de sphère armillaire. C'est sous ce vocable d'« armille » qu'est développé l'étude de la sphère armillaire d'observation.

## La sphère classique
C'est la sphère, dite « de Ptolémée », à vocation didactique.

### Composition
Les éléments fondamentaux sont des armilles, cercles métalliques de la sphère céleste et différents éléments supplémentaires ou accessoires cités quand nécessaire. On trouvera à partir de l'extérieur :
- l'horizon du lieu ;

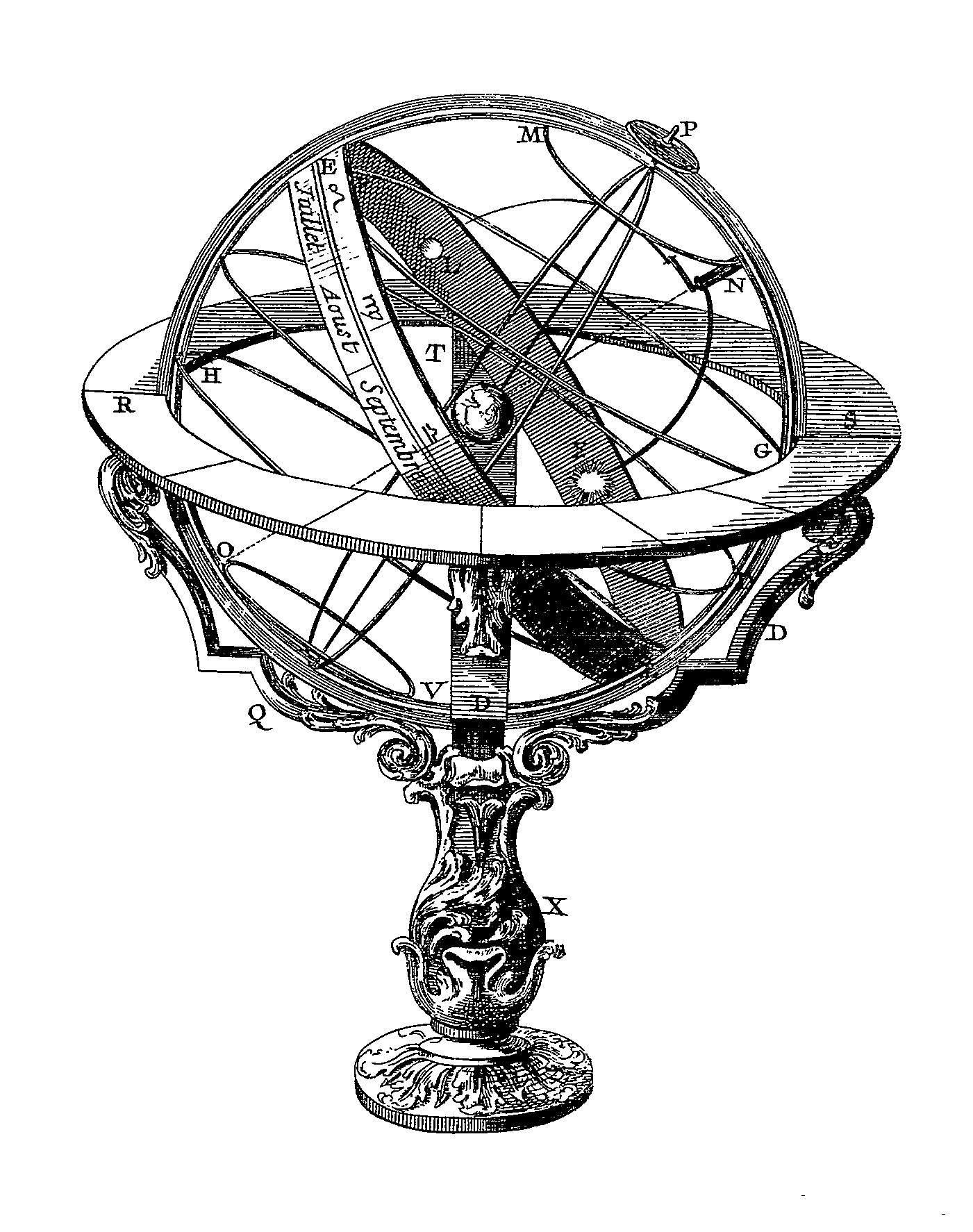
Sphère annotée (Voir plus de détails).

- le plan méridien local, dans lequel on inclinera l'axe de la sphère mouvante, en fonction de la latitude du lieu.

Ces deux armilles sont les références locales ; elles sont supposées être fixes avec l'axe des pôles, ou axe de la sphère céleste, autour duquel vont tourner les éléments suivants : 
- l'équateur céleste ;
- l'écliptique, chemin apparent parcouru par le Soleil dans le ciel, jalonné par les constellations zodiacales ;
- les deux cercles polaires, et les deux tropiques, dont les positions sont en rapport avec celle de l'écliptique ;
- parfois sont ajoutés les colures des solstices et des équinoxes, méridiens célestes passant par les positions écliptiques du Soleil au début des saisons.

En général, une boule représentant la Terre est placée au centre des cercles sur l'axe des pôles ; on trouve aussi parfois le soleil et la lune, réglables en position. Un pied, lié à l'horizon fixe, sert de support général à l'ensemble.

### Histoire

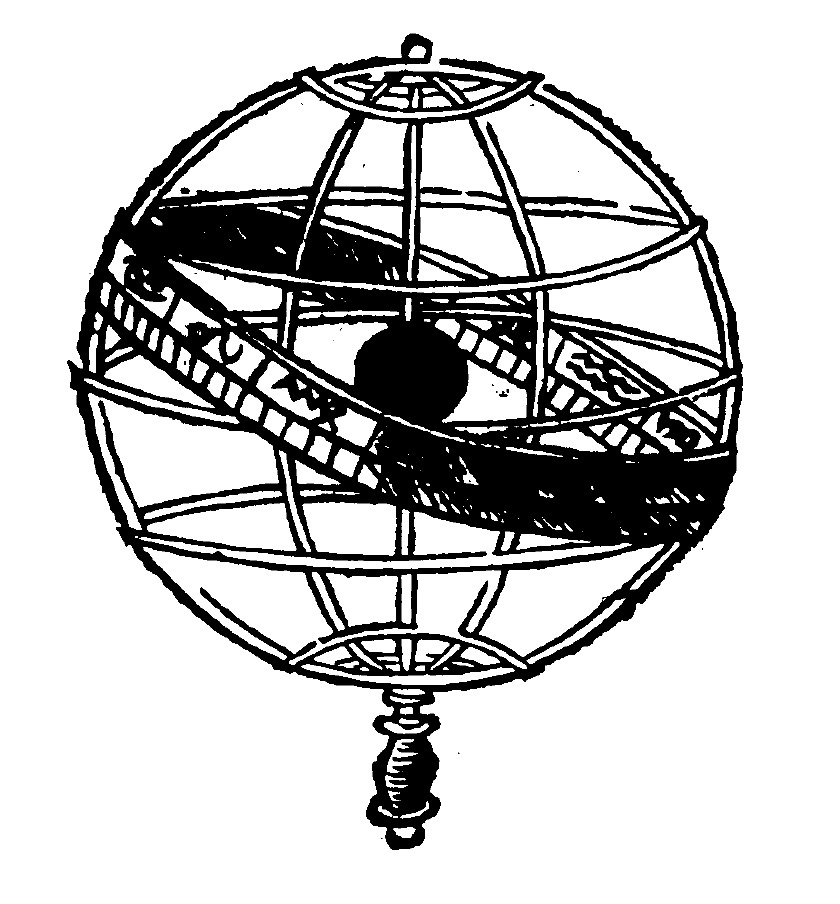
Illustration pour La sphère de Sacrobosco (v. 1250).

Au IIe siècle, Lucien de Samosate décrit « une petite table, sur laquelle étaient gravées des figures de géométrie et qui soutenait une sphère de roseau, représentant, à ce qu'il [lui] parut, l'univers. »  Les Grecs appelaient ces sortes de sphères des κρικωτοί : c'étaient des sphères armillaires.

La sphère armillaire d'Alexandrie comportait 9 anneaux ; son nom est Meteoroskopion appelé aussi Krikotoi du zodiaque par les Grecs.[réf. nécessaire]
En Occident, la sphère classique de démonstration fait partie du matériel astronomique médiéval. Les textes de construction et d'usage remontent, semble-t-il, aux Xe et XIe siècles. Dès cette époque on peut distinguer deux types de sphères armillaires :
- les sphères portatives. Elles sont munies d'un manche tenu à la main et elles ne comportent que rarement les armilles des références locales ;
- les sphères à poser, dont la composition correspond à la description antérieure. Elles étaient orientées vers le pôle en visant celui-ci avec un tube (fistula) installé sur l'axe même des pôles ; après le XIIIe siècle l'orientation est facilitée par l'adjonction d'une aiguille aimanté à l'armille du méridien[5].

Les exemplaires et les illustrations conservés, sont tardifs, et les sphères ne deviendront populaires qu'à la fin du Moyen Âge ; Les portraits de savants et personnalités de la Renaissance montrent souvent ceux-ci avec une main sur une sphère armillaire qui représente alors le sommet de la connaissance et de la sagesse (voir la section « Le symbole de l'empire portugais » ).
Les sphères armillaires ont aussi été très employées en horlogerie astronomique. Des sphères mouvantes prestigieuses et de tous types ont été bien souvent les chefs-d'œuvre de célèbres horlogers du XVIe siècle au tout début du XVIIIe siècle, tel Antide Janvier.

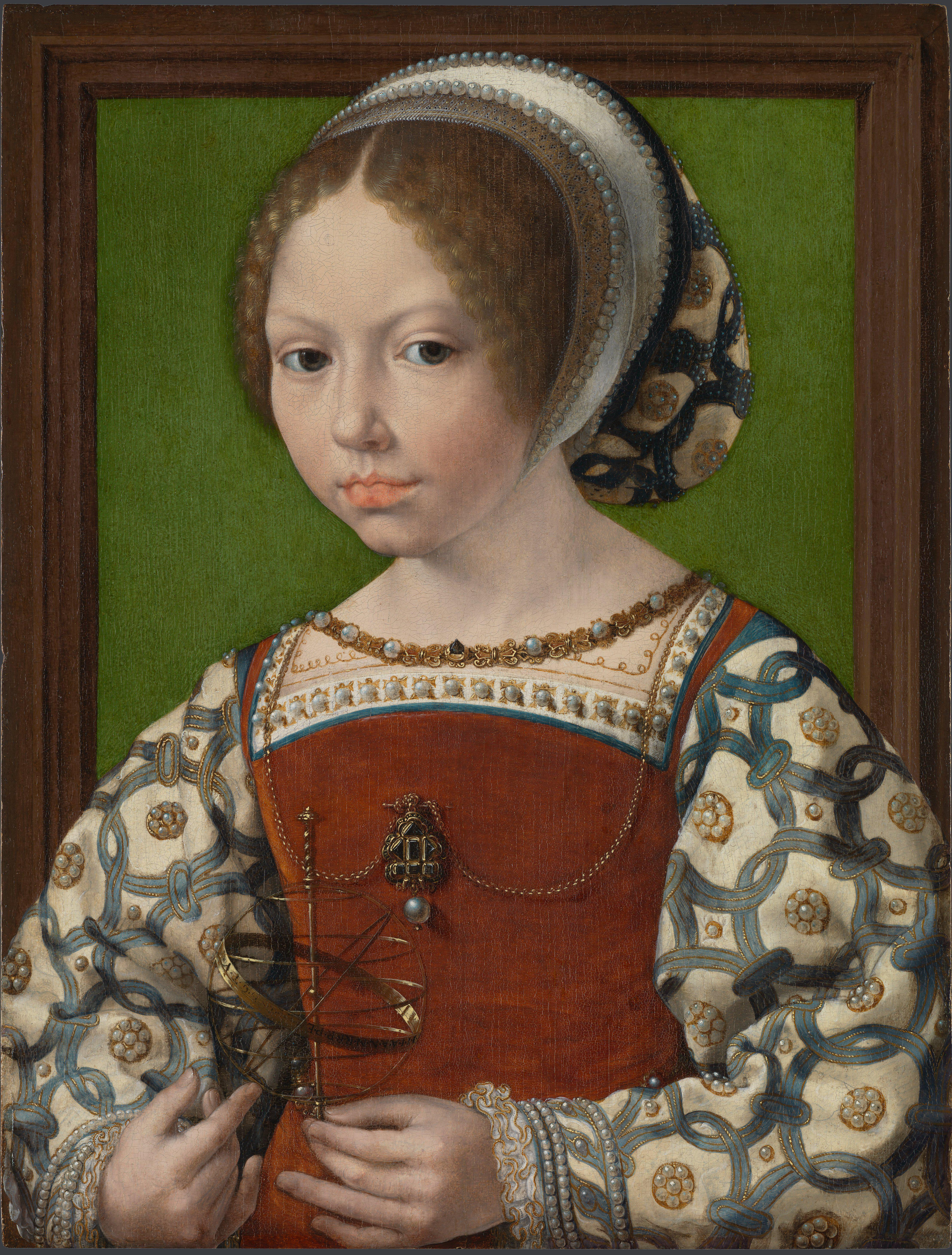
Jeune fille avec une sphère portative de Jan Gossaert (v. 1520) à The National Gallery, Londres. Notez que la sphère armillaire est tenue à l'envers[pourquoi ?].
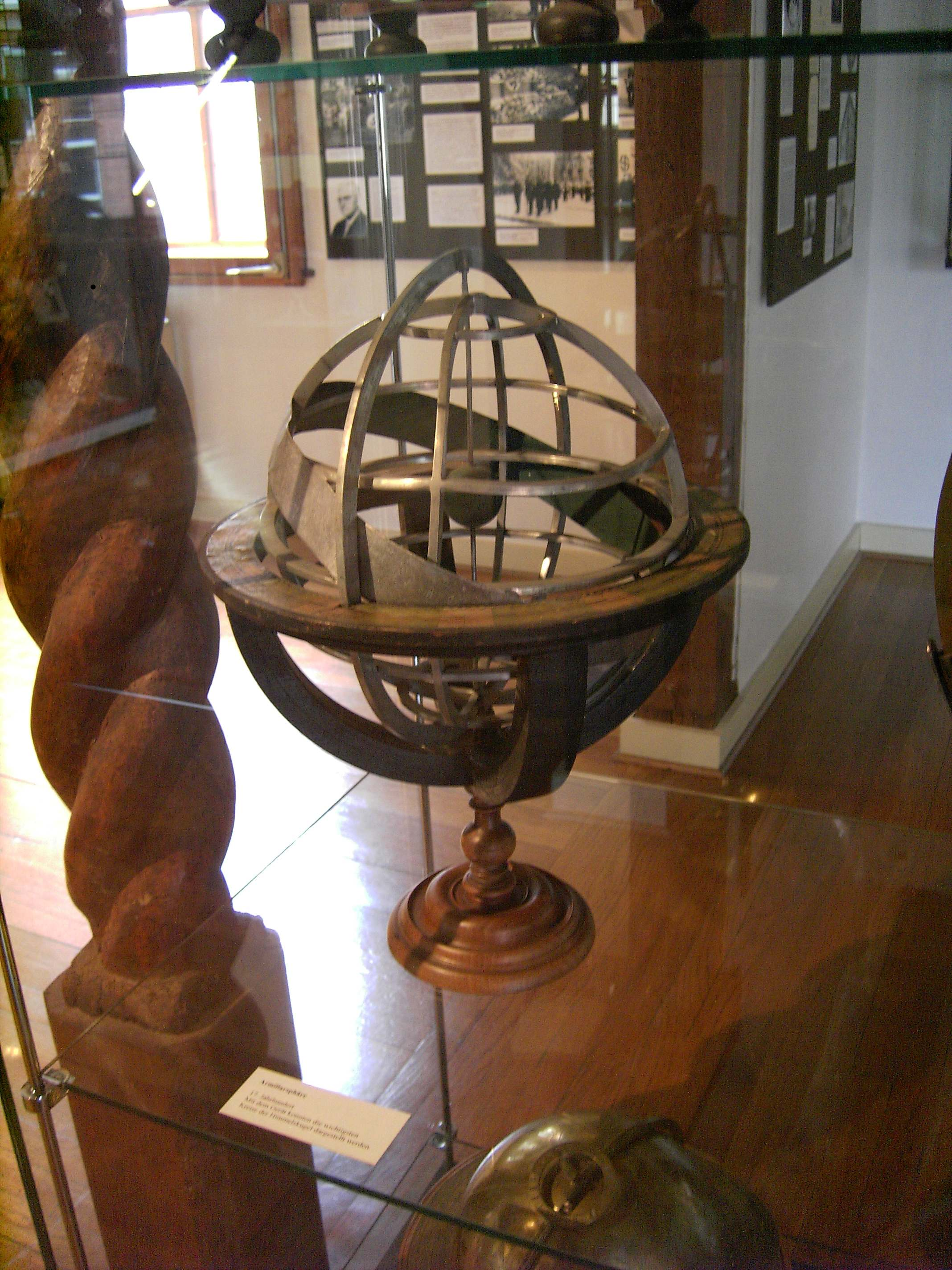
Modèle sommaire à Göttingen.
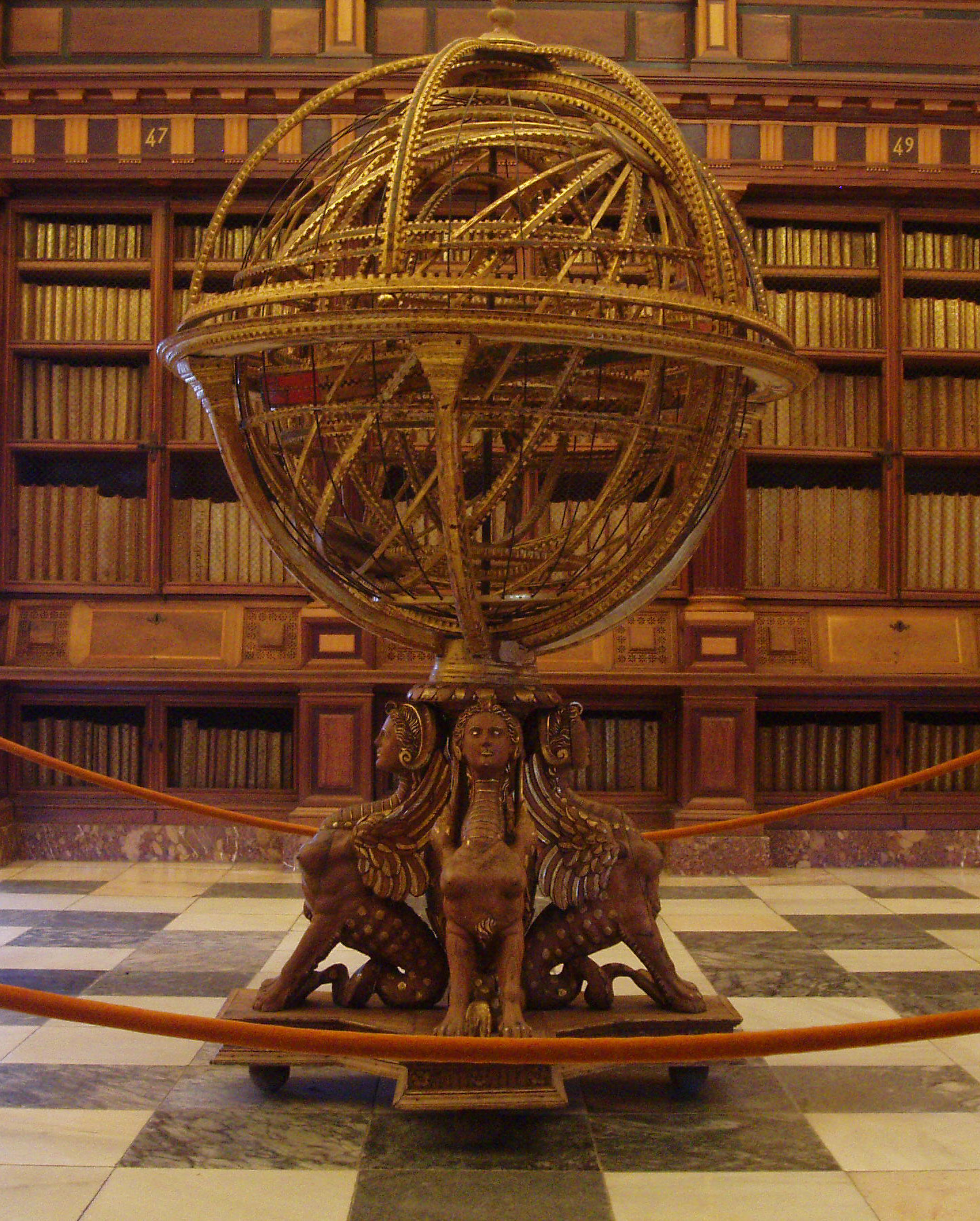
Modèle complexe de Antonio Santucci (1582).
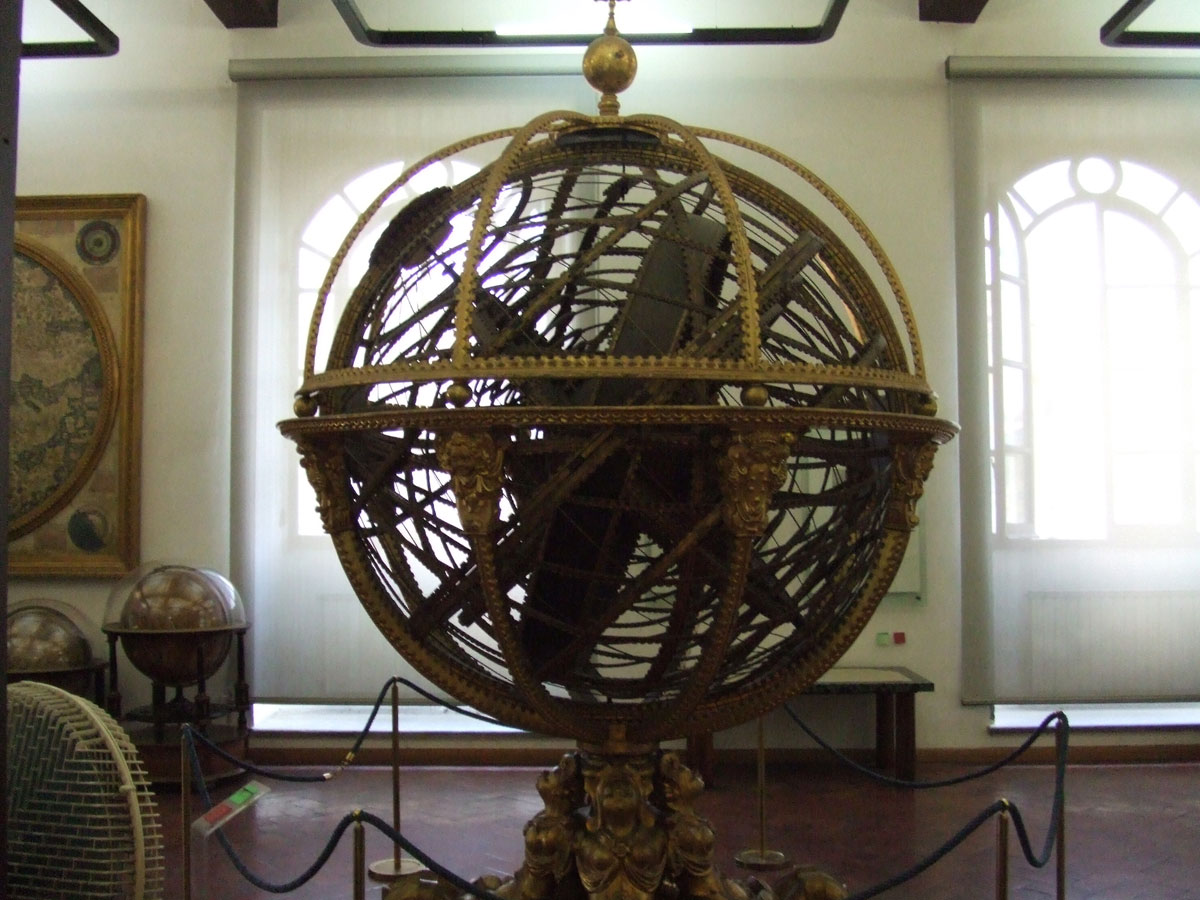
Le plus grand modèle de Santucci à Florence (1585).
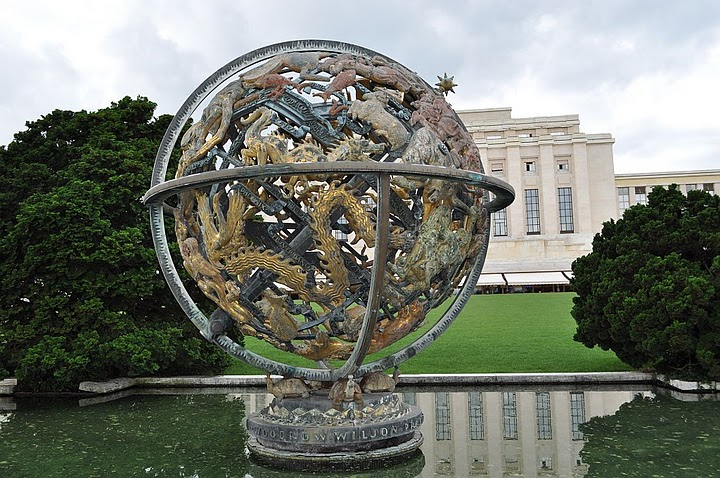
La sphère armillaire du palais des Nations (Genève).
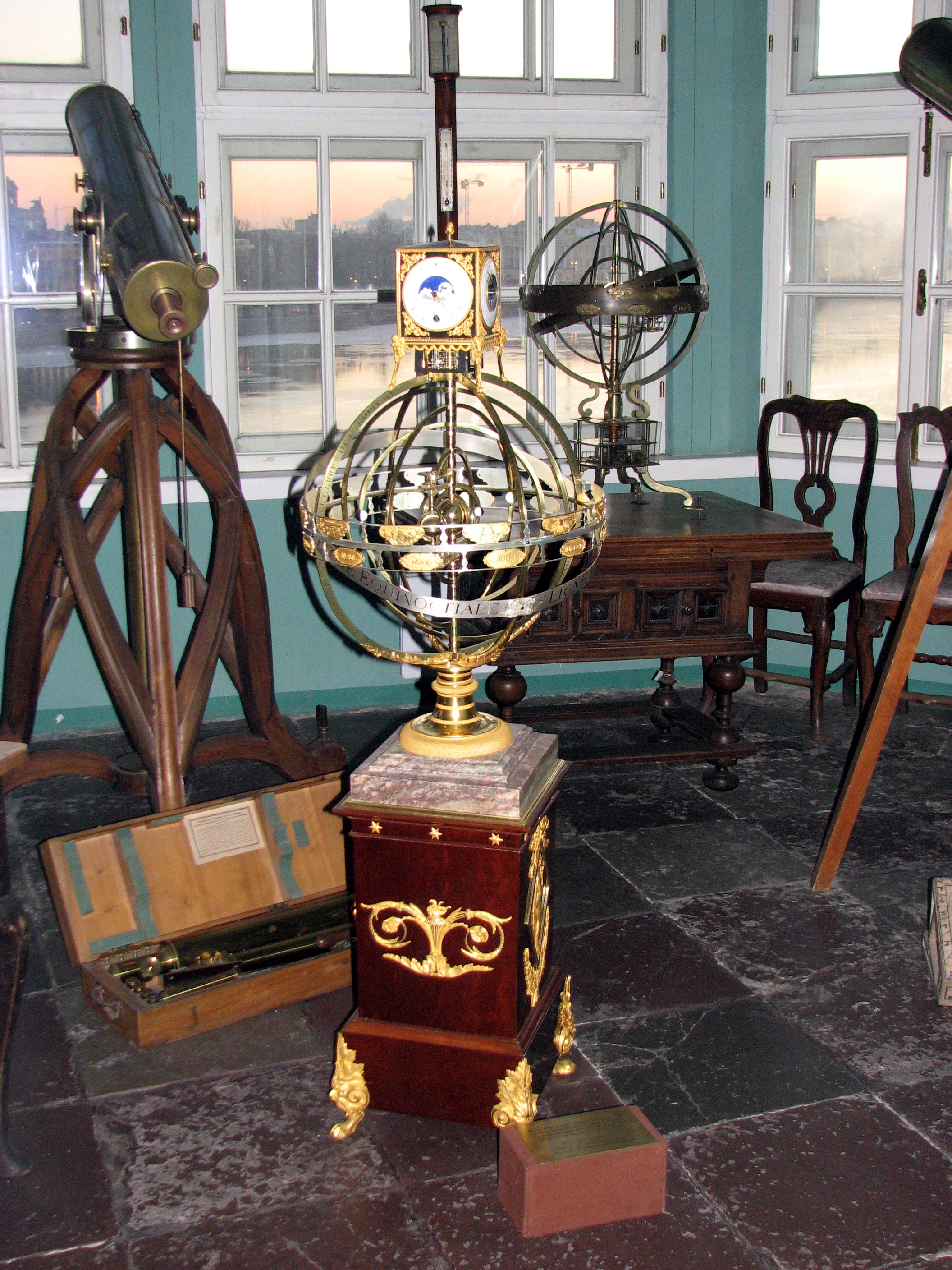
Sphère mouvante française exposée à Saint-Pétersbourg.
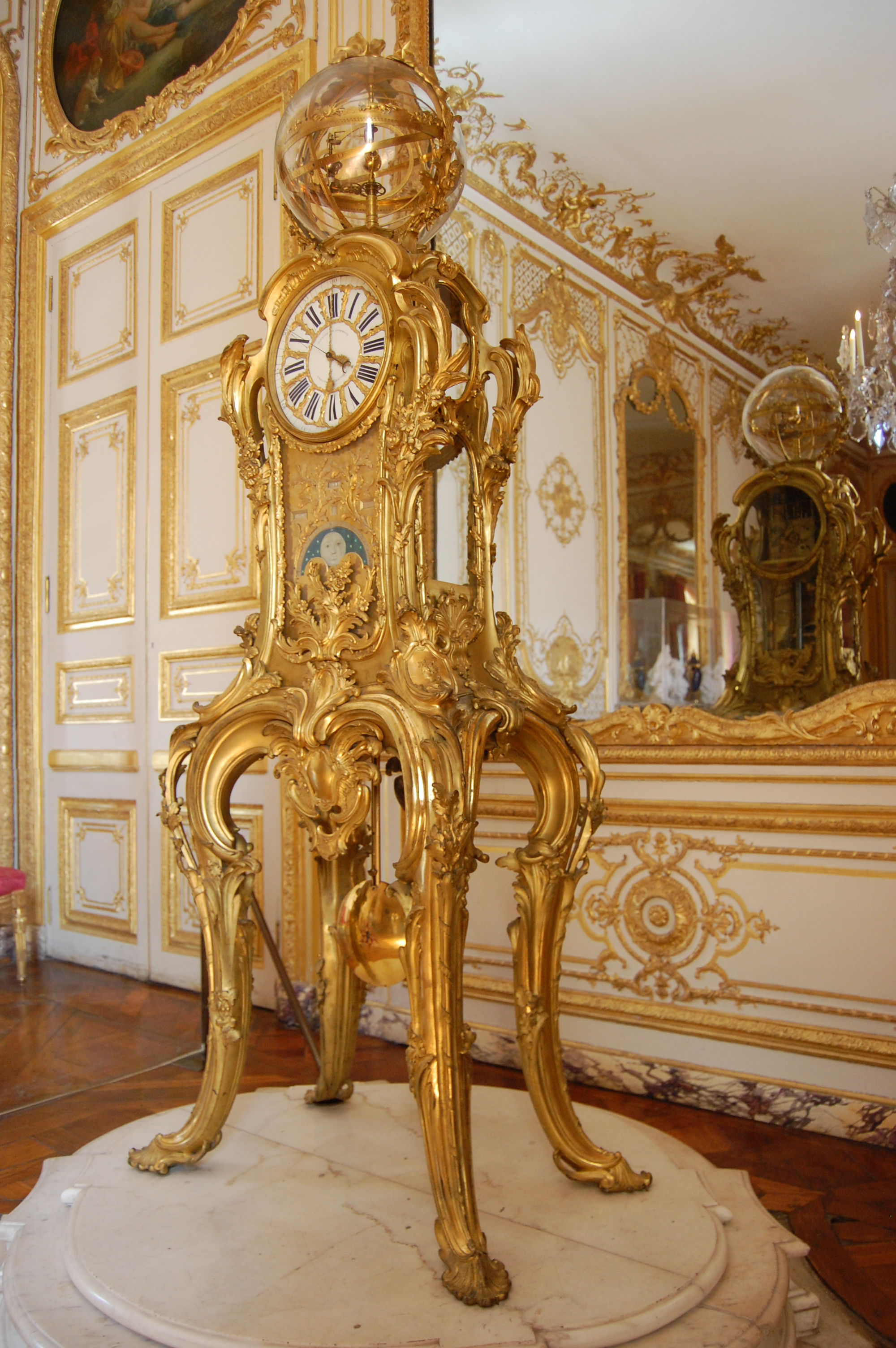
La Pendule astronomique de Passemant est surmontée d'une sphère armillaire.

### Usage pédagogique moderne

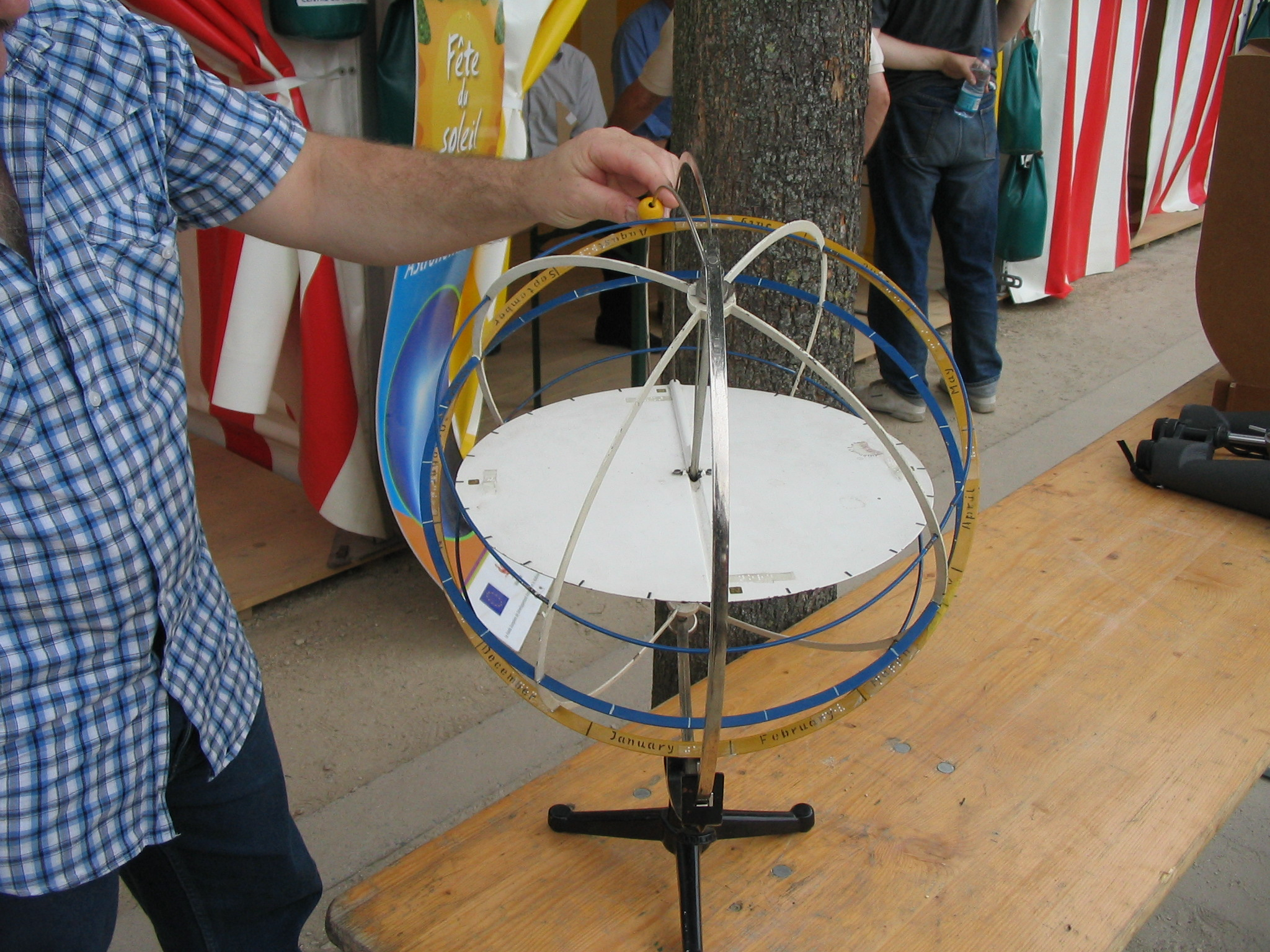
Sphère armillaire utilisée au XXe siècle pour l'enseignement de l'astronomie.

La sphère armillaire est, encore aujourd'hui, un outil pédagogique pour expliquer les mouvements du Soleil et de la Lune dans le ciel en fonction des saisons et de la latitude. L'observateur s'imagine, sur un plan horizontal, au centre de la sphère que l'on fait tourner autour de l'axe polaire. Le ciel fait le tour de la Terre en un jour sidéral (23 heures 56 minutes), si bien que le Soleil qui fait son tour en 24 heures, prend un peu de retard chaque jour. Il se déplace sur l'écliptique représentée par le cercle en biais entre les cercles des tropiques. Aux équinoxes, le Soleil se lève plein est, culmine plein sud (dans l'hémisphère nord) et se couche 12 heures plus tard, plein ouest à l'intersection entre le cercle représentant l'équateur céleste et le plan de l'horizon. Aux solstices, le Soleil culmine plus ou moins haut (à hauteur d'un tropique, sur un des points de l'écliptique les plus éloignés de l'équateur céleste) et la journée est plus (en été) ou moins longue (en hiver). De manière générale, le dessus de la sphère représente la voûte céleste, mobile autour de l'axe polaire. Les astres y sont positionnés au moyen de leurs coordonnées équatoriales. L'écliptique est la ligne sur laquelle circulent les planètes ; c'est aussi la ligne où se passent les éclipses (origine du nom). On y trouve les constellations du Zodiaque. L'instrument permet également d'expliquer pourquoi certaines constellations ne sont visibles qu'en hiver et d'autres en été.
Si, par approximation, on déplace la Lune sur le cercle écliptique, on peut imaginer les phases et expliquer pourquoi la pleine Lune culmine haut en hiver et bas en été. Si un mécanisme permet de modifier l'angle de l'axe polaire, on peut reproduire les phénomènes ayant cours dans les deux hémisphères, à l'équateur, sur les tropiques, aux cercles polaires ou même aux pôles. Cet instrument ancien expliquait tant de choses que l'on comprend sans peine la difficulté qu'ont eue les gens à admettre que la Terre n'était pas au centre de l'Univers lors de la révolution copernicienne.
Pour l'instruction des élèves - officiers de marine , il a longtemps existé une version moderne (pour les années 1950 - 1970) de la sphère armillaire, à savoir une sphère de plastique transparent portant en sérigraphie les diverses étoiles utilisables pour un point astronomique à l'aube et au crépuscule au sextant. Les Bordaches (élèves officiers de marine de l'École Navale de Brest) avaient irrévérencieusement surnommé "Tête de Veau" cet instrument au demeurant fort pratique.

### Le symbole de l'empire portugais

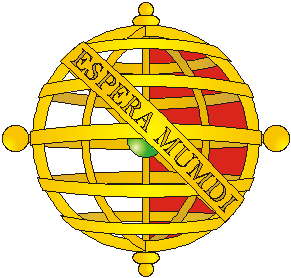
Emblème du Portugal

La sphère armillaire constitue un élément important de l'emblématique royale puis nationale portugaise. Employée dès le règne de Manuel le Fortuné, elle évoquait le rôle moteur du royaume dans les grandes découvertes et constitue un élément central du style manuélin. Le roi en fit son corps de devise, associée au mot espera mumdi. Elle figure également sur les penons et certains sceaux du roi. Elle fut par ailleurs ajoutée aux anges des Aviz en support des armes royales. Son fils Jean III fit de même en changeant cependant le mot de la devise pour spes mea in domino. Elle figure par ailleurs dès cette époque en dessous de l'écu royal dans les drapeaux, position qu'elle a conservé après la proclamation de la république en 1910.
La sphère devint par ailleurs au XIXe siècle le meuble central des armoiries de l'empire du Brésil lorsqu'il se sépara du Portugal.

## La sphère copernicienne
À la fin du XVIIe siècle et surtout au XVIIIe siècle apparait la sphère copernicienne, qui essaie de représenter le système solaire. S'inspirant de la sphère armillaire géocentrique, elle met au centre le soleil. Il est entouré d'un certain nombre d'armilles essayant de matérialiser les orbites des différentes planètes du système. Des boules sont incluses, représentant la Terre, la Lune, Jupiter, Saturne, etc. Les armilles tournent pratiquement toutes autour de l'axe écliptique, faisant de la sphère un objet assez lourd et inesthétique. On lui préfèrera les planétaires où les armilles disparaitront en partie.

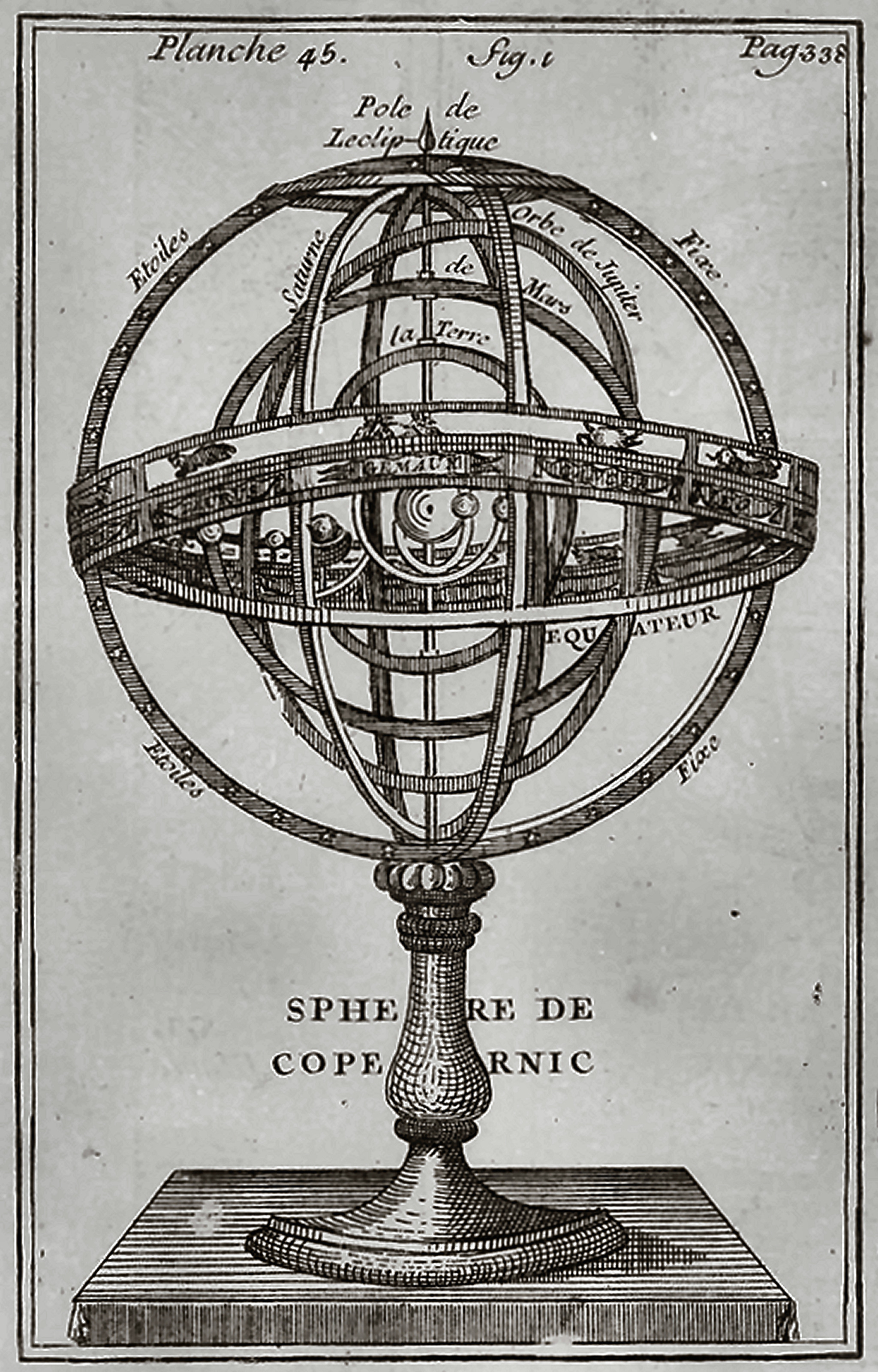
Sphère de Copernic, gravure.
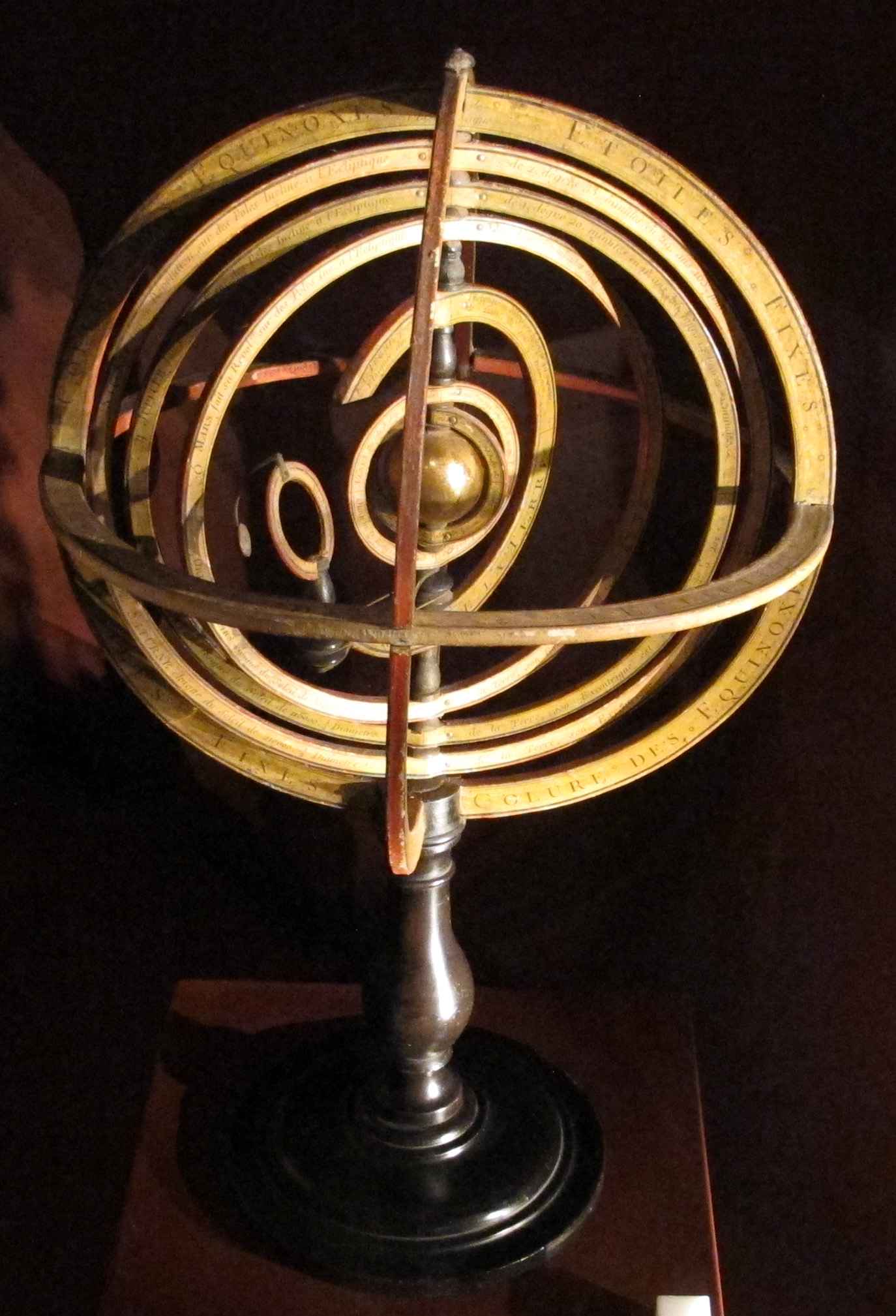
Sphère de Copernic.
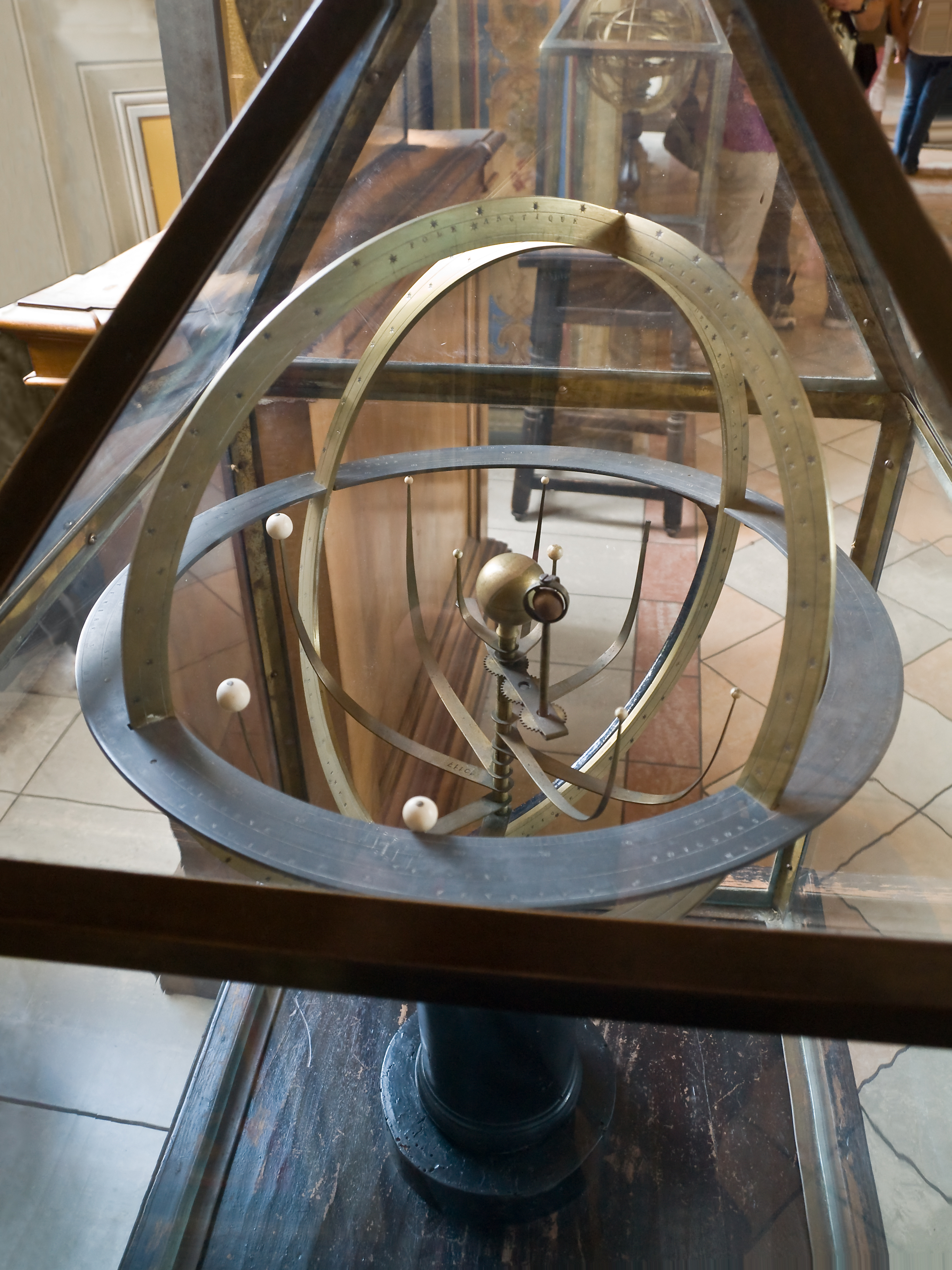
Un planétaire.